# Saint-Léger-lès-Paray
Pour les articles homonymes, voir Saint-Léger.
Saint-Léger-lès-Paray est une commune française située dans le département de Saône-et-Loire, en région Bourgogne-Franche-Comté.

## Géographie
Saint-Léger-lès-Paray fait partie du Charolais.

### Climat
Pour des articles plus généraux, voir Climat de la Bourgogne-Franche-Comté et Climat de Saône-et-Loire.
En 2010, le climat de la commune est de type climat océanique dégradé des plaines du Centre et du Nord, selon une étude du Centre national de la recherche scientifique s'appuyant sur une série de données couvrant la période 1971-2000. En 2020, Météo-France publie une typologie des climats de la France métropolitaine dans laquelle la commune est exposée à un climat océanique altéré et est dans la région climatique Centre et contreforts nord du Massif Central, caractérisée par un air sec en été et un bon ensoleillement.
Pour la période 1971-2000, la température annuelle moyenne est de 11 °C, avec une amplitude thermique annuelle de 17 °C. Le cumul annuel moyen de précipitations est de 831 mm, avec 12,1 jours de précipitations en janvier et 7,3 jours en juillet. Pour la période 1991-2020, la température moyenne annuelle observée sur la station météorologique de Météo-France la plus proche, « Saint-Yan », sur la commune de Saint-Yan à 8 km à vol d'oiseau, est de 11,5 °C et le cumul annuel moyen de précipitations est de 772,4 mm. 
La température maximale relevée sur cette station est de 41,7 °C, atteinte le 31 juillet 1983 ; la température minimale est de −24,2 °C, atteinte le 9 janvier 1985,,.
Les paramètres climatiques de la commune ont été estimés pour le milieu du siècle (2041-2070) selon différents scénarios d'émission de gaz à effet de serre à partir des nouvelles projections climatiques de référence DRIAS-2020. Ils sont consultables sur un site dédié publié par Météo-France en novembre 2022.

## Urbanisme

### Typologie
Au 1er janvier 2024, Saint-Léger-lès-Paray est catégorisée commune rurale à habitat dispersé, selon la nouvelle grille communale de densité à sept niveaux définie par l'Insee en 2022.
Elle est située hors unité urbaine. Par ailleurs la commune fait partie de l'aire d'attraction de Paray-le-Monial, dont elle est une commune de la couronne,. Cette aire, qui regroupe 19 communes, est catégorisée dans les aires de moins de 50 000 habitants,.

### Occupation des sols
L'occupation des sols de la commune, telle qu'elle ressort de la base de données européenne d’occupation biophysique des sols Corine Land Cover (CLC), est marquée par l'importance des territoires agricoles (91,3 % en 2018), en diminution par rapport à 1990 (94,5 %). La répartition détaillée en 2018 est la suivante : prairies (84,5 %), zones agricoles hétérogènes (6,7 %), zones urbanisées (5,9 %), forêts (1,9 %), zones industrielles ou commerciales et réseaux de communication (1 %). L'évolution de l’occupation des sols de la commune et de ses infrastructures peut être observée sur les différentes représentations cartographiques du territoire : la carte de Cassini (XVIIIe siècle), la carte d'état-major (1820-1866) et les cartes ou photos aériennes de l'IGN pour la période actuelle (1950 à aujourd'hui).

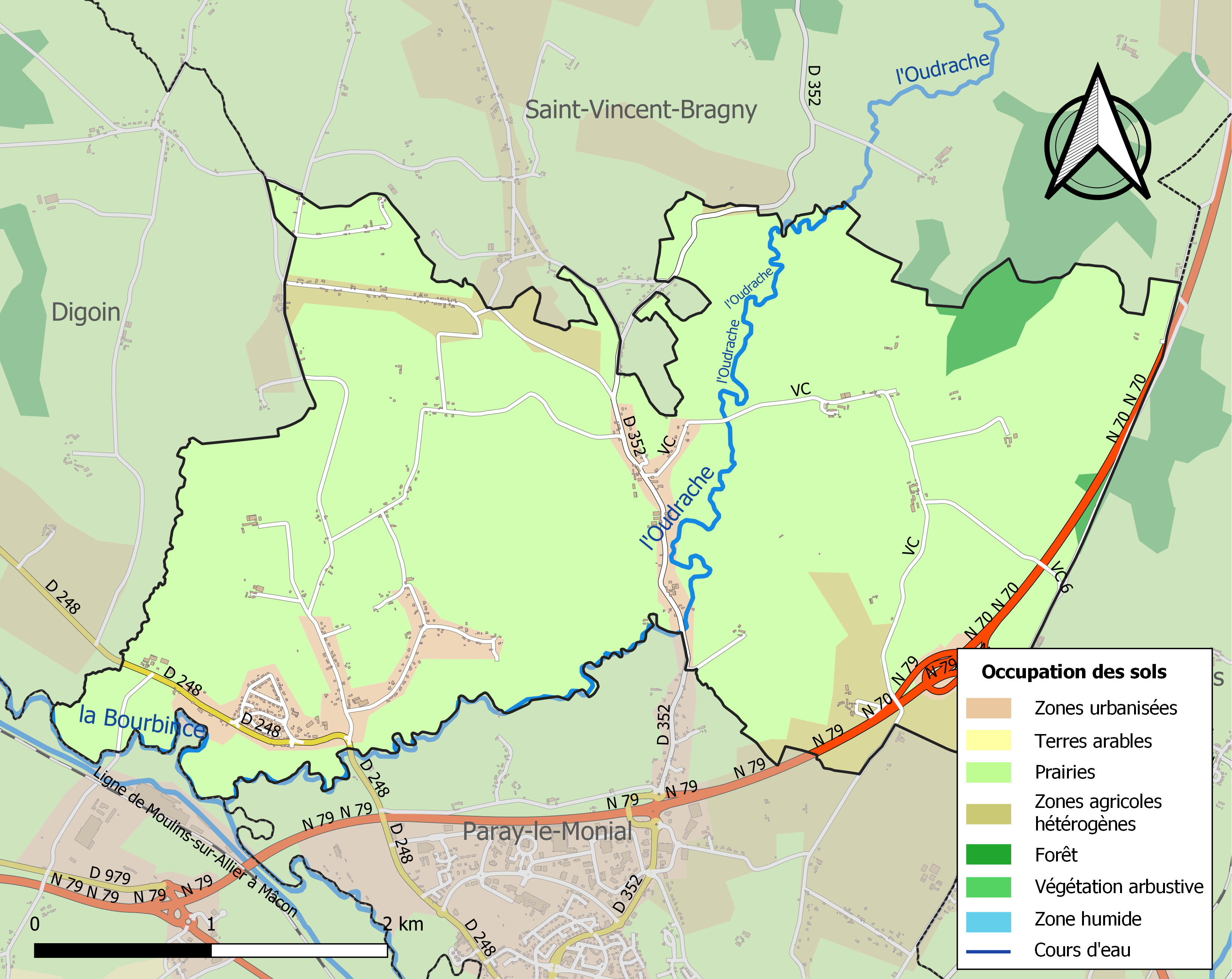
Carte des infrastructures et de l'occupation des sols de la commune en 2018 (CLC).

## Histoire
Un brin d'histoire avec ce seigneur de Saint-Léger-lès-Paray : Jean DÉCRET époux de Françoise de MUSSY. Deux filles du couple sont marraines d'un seul et même nouveau-né, à Rigny-sur-Arroux le 30 septembre 1660, cf. : côté gauche de la vue 224 ; côté droit de cette même page, naissance de leur fils Pierre. Quel âge pouvait avoir les marraines en 1660 ?

Un autre seigneur du lieu : Humbert BOUILLET. Celui-ci avait convolé en justes (et belles) noces avec Suzanne Catherine BEAUBERNARD, née le 16/01/1625 à Paray-le-Monial, fille d'Antoine et de Jeanne QUENAULT (C.M. en ce lieu le 18/11/1612), une descendante des seigneurs des Bois-Francs.

## Politique et administration
| Période                                  | Période      | Identité               | Étiquette | Qualité |
| ---------------------------------------- | ------------ | ---------------------- | --------- | ------- |
| 1971                                     | 1995         | Joanny Melot           |           |         |
| mars 2008                                | 30 mars 2014 | Jean-Pierre Desserprit |           |         |
| 30 mars 2014                             | 28 juin 2020 | Gilles Guérin          |           |         |
| 28 juin 2020                             | en cours     | Éric Bourdais          |           |         |
| Les données manquantes sont à compléter. |              |                        |           |         |

## Démographie
L'évolution du nombre d'habitants est connue à travers les recensements de la population effectués dans la commune depuis 1793. Pour les communes de moins de 10 000 habitants, une enquête de recensement portant sur toute la population est réalisée tous les cinq ans, les populations de référence des années intermédiaires étant quant à elles estimées par interpolation ou extrapolation. Pour la commune, le premier recensement exhaustif entrant dans le cadre du nouveau dispositif a été réalisé en 2007.

En 2022, la commune comptait 759 habitants, en évolution de +5,71 % par rapport à 2016 (Saône-et-Loire : −1,06 %, France hors Mayotte : +2,11 %).
| 1793 | 1800 | 1806 | 1821 | 1831 | 1836 | 1841 | 1846 | 1851 |
| ---- | ---- | ---- | ---- | ---- | ---- | ---- | ---- | ---- |
| 235  | 288  | 294  | 312  | 329  | 376  | 379  | 400  | 399  |

| 1856 | 1861 | 1866 | 1872 | 1876 | 1881 | 1886 | 1891 | 1896 |
| ---- | ---- | ---- | ---- | ---- | ---- | ---- | ---- | ---- |
| 400  | 408  | 423  | 384  | 390  | 338  | 346  | 330  | 313  |

| 1901 | 1906 | 1911 | 1921 | 1926 | 1931 | 1936 | 1946 | 1954 |
| ---- | ---- | ---- | ---- | ---- | ---- | ---- | ---- | ---- |
| 318  | 320  | 310  | 240  | 256  | 282  | 259  | 268  | 249  |

| 1962 | 1968 | 1975 | 1982 | 1990 | 1999 | 2006 | 2007 | 2012 |
| ---- | ---- | ---- | ---- | ---- | ---- | ---- | ---- | ---- |
| 233  | 266  | 277  | 561  | 622  | 583  | 587  | 588  | 670  |

| 2017 | 2022 | - | - | - | - | - | - | - |
| ---- | ---- | - | - | - | - | - | - | - |
| 730  | 759  | - | - | - | - | - | - | - |

## Culture locale et patrimoine

### Lieux et monuments
- Vieux château de Saint-Léger[17].

### Héraldique
|  | Les armes de la commune se blasonnent ainsi : De gueules à la jumelle ondée d'argent, à la crosse d'or brochant sur le tout. |

## Pour approfondir